# Beni (Sängerin)

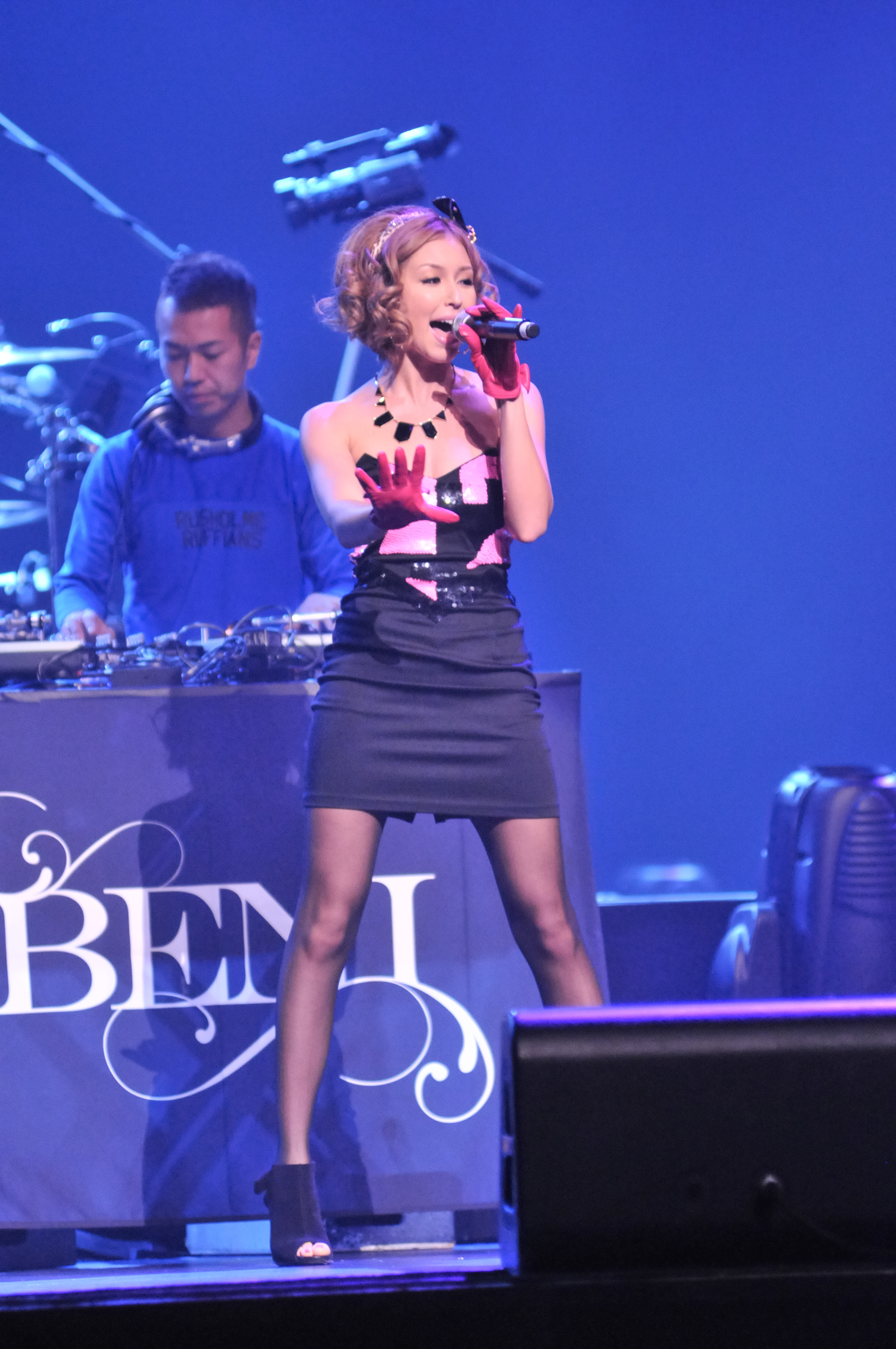
Beni im Juli 2010

Beni Daniels (jap. べに, wirklicher Name: Arashiro Beni 安良城 紅; * 30. März 1986 in der Präfektur Okinawa, Japan) ist eine japanische Singer-Songwriterin. Sie debütierte 2004 im japanischen Musikgeschäft und unterschrieb ihren ersten Plattenvertrag bei Avex Trax.
Nach einem Plattenfirmenwechsel im Jahre 2008 zu Universal Music Japan nahm sie ihren Künstlernamen Beni (Eigenschreibweise: BENI) an.

## Leben
Beni Daniels wurde in Okinawa geboren und zog in ihrer Kindheit unter anderem nach Kalifornien und anschließend nach Yokohama. Ihr Vater ist Amerikaner mit indianischen Wurzeln, ihre Mutter Japanerin. Ihr Musikstil ist laut eigener Aussage von Namie Amuro, Alicia Keys und Janet Jackson (der Lieblingssängerin ihres Vaters) inspiriert. Ihren Abschluss machte sie an der Nile C. Kinnick High School in Yokosuka Naval Base, Japan. Außerdem studierte sie Soziologie an der Sophia-Universität.
Schon als Kind wollte sie Sängerin werden und spielte Klavier. Da ihre Eltern in Übersee wohnten, reiste sie häufig zwischen Amerika und Japan. Sie erreichte bei einem der größten Castings in Japan, Kokuminteki Bishōjo Contest, das Finale. Als sie eine Demo zur japanischen Plattenfirma Avex Trax schickte, waren die Produzenten von ihrer Stimme, ihres Aussehens und ihrer Aussprache in Englisch angetan, dass sie ihr einen Vertrag anboten. Anfangs war sie ein Mitglied der Gruppe Bishōjo Club 31. Als erste aus der Band startete sie eine Solokarriere. Ihre erste Single hieß „Harmony“ und war die Titelmelodie des japanischen Dramas Reikan Bus Guide Jikenbo.

### 2004 bis 2007: Musikalische Anfänge alsArashiro Beni, Avex Trax und kommerzielle Depression
Mit der Debüt-Single Harmony konnte sich Beni in den Top 30 der japanischen Oricon-Charts platzieren und mit mehr als 10.000 verkauften Einheiten konnte sie in der japanischen Musikbranche Fuß fassen. Die folgende Single Infinite..., die im Oktober 2004 veröffentlicht wurde, konnte an den Erfolg der Debüt-Single knüpfen, worauf man einen Monat später, im November des Jahres, die dritte Single Here Alone veröffentlichte. Here Alone ist ihre erfolgreichste Solo-Single, bezieht man sich auf die Verkaufszahlen der CDs, da sich die Single mehr als 35.000-mal verkaufen konnte. Platziert war die Single auf #14, der wöchentlichen Oricon-Charts.
Der Erfolg führte zum ersten Studioalbum Beni, das am 9. Februar 2005 veröffentlicht wurde. Es verkaufte sich mehr als 20.000-mal und war in den wöchentlichen Oricon-Charts auf #14 platziert. Am selben Tag veröffentlichte man die Single Miracle, aber der Erfolg blieb mit einer Platzierung von #98 aus. Kurz darauf veröffentlichte sie die Singles Hikari no Kazu Dake Glamorous (光の数だけグラマラス) (Juni) und Cherish (Dezember), die auch erfolglos blieben.
Das zweite Studioalbum Girl 2 Lady folgte am 22. Februar 2006 und blieb erfolglos. Mit einem Chart-Aufenthalt von zwei Wochen und einer Platzierung von #93, musste sich Beni eine Depression ihrer Karriere zuschreiben. Im September des Jahres veröffentlichte sie ihre siebte Single How Are U? und verfehlte einen Einstieg in die japanischen Oricon-Charts. Es folgte im Februar 2007 die Single Luna, womit sie es, mit einer Platzierung von #77, in die Oricon-Charts zurück schaffte. Darauf wurde im April 2007 das dritte Studioalbum Gem veröffentlicht, blieb aber erfolglos mit einer Platzierung von #126. Nach dieser Veröffentlichung wurde ihr die Chance auf zwei Solo-Konzerte gegeben, die in Osaka und Tokio veranstaltet wurden. Zum Ende des Jahres 2007 arbeitete sie als Moderatoren für Tokyo Kawaii TV.

### 2008 bis 2011: Neues Image alsBeni

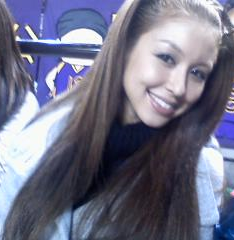
Beni im November 2008

Ihre erste Kompilation und die letzte Veröffentlichung unter dem Namen Arashiro Beni, veröffentlichte sie am 5. März 2008, mit dem Titel Chapter One: Complete Collection. Mit einer Platzierung von #166 und nur einer Woche in den Charts befindet, blieb der Erfolg wieder aus. Nach dieser Kompilation wurde spekuliert, dass es ihre letzte Veröffentlichung sei, wegen der Bezeichnung Complete Collection, schließlich wurde sie mit dem Namen Beni (Eigenschreibweise: BENI) für die Kollaboration mit Dohzi-T Mō Ichido (もう一度) gelistet und die Single wurde im Juni des Jahres veröffentlicht. Bis heute ist es von beiden Künstlern die erfolgreichste Single. Ohne eine Warnung wurde schließlich ihre Webseite im September, unter dem Namen Arashiro Beni, von Avex Trax, vom Netz genommen. Im späten Oktober des Jahres wurde bekanntgegeben, dass sie ihren Plattenvertrag zum Universal Music Japan Sub-Label Nayutawave Records wechselte. Schließlich wurde auch bekanntgegeben, dass sie nun unter dem Namen Beni aktiv sei. Mit dem Wechsel wollte sie eine neue Ära in ihrer Musikkarriere einleiten und will mehr Einfluss über ihre Lieder haben und will ihre Lieder mitgestalten, in dem sie ihre eigenen Lieder schreibt. Die erste Single unter ihrem neuen Künstlernamen folgte am 10. Dezember 2008 mit dem Titel Mō Nido to... (もう二度と・・・), welche das Antwort-Lied auf die Kollaboration Mō Ichido ist. Die Single verkaufte sich mehr als 10.000-mal, erreichte #20 der Oricon-Charts und wurde mit Gold ausgezeichnet, für 100.000 legale Downloads.
Es folgte im April 2009 die zweite Single unter dem neuen Künstlernamen Kiss Kiss Kiss. Trotz einer Platzierung von #40 in den Oricon-Charts, erreichte das Lied #1 im RIAJ Digital Track Chart. Es folgten mäßige Singles wie Koi Kogarete (恋焦がれて) und Zutto Futari de (ずっと二人で), bis schließlich das erste Studioalbum unter dem neuen Künstlernamen veröffentlicht wurde. Am 2. September 2009 wurde ihr viertes Studioalbum unter dem Titel Bitter & Sweet veröffentlicht. Mit der Platzierung von #5 erreichte sie erstmals die Top 10 der wöchentlichen Oricon-Charts. Außerdem verkaufte sich das Album mehr als 100.000-mal, womit ihr erster großer Meilenstein gelegt wurde. Um den Erfolg zu zelebrieren, veröffentlichte sie am 4. November 2009 die Single Kira Kira (KIRA☆KIRA☆), die auf dem Album vorhanden war, jedoch wurde ein Musikvideo dazu gedreht. Der Erfolg blieb aus.
Im Jahr 2010 folgten weitere Singles wie Sign (サイン) (Januar), Bye Bye (März) und Yura Yura / Gimme Gimme (ユラユラ / ギミギミ♥) (Mai). Von diesen Singles ließ sich Yura Yura / Gimme Gimme hervorheben, da die Single #20 in den Oricon-Charts erreichen konnte und sich mehr als 5.000-mal verkaufen konnte. Einen Monat später, veröffentlichte sie am 2. Juni ihr fünftes Studioalbum Lovebox. Es ist ihr erster Tonträger, der die Höchstplatzierung der Oricon-Charts erreichen konnte, insgesamt verkaufte sich das Album mehr als 50.000-mal. Es folgten die Singles Heaven's Door (August) und 2Face (November), hiervon war 2Face auf 10.000 Auflagen limitiert. Man spekuliert, dass der Kauf der Single sich auf fast 2.000 Stück beschränkt hatte, da die Single ¥1.980 kostete, ein exklusives Handtuch lag bei, weswegen der Preis so hoch war. Zwei Wochen später folgte ihr sechstes Studioalbum Jewel.
Am 8. Juni 2011 veröffentlichte sie ihre 19. Single Suki Dakara. (好きだから。), die für 100.000 legale Downloads mit Gold ausgezeichnet wurde. Es folgten die Singles Koe wo Kikasete / Crazy Girl (声を聞かせて / crazy girl) (September) und Darlin’ (Oktober). Anschließend wurde im November ihr siebtes Studioalbum Fortune veröffentlicht.

### 2012 bis 2014:Covers-Serie, kommerzieller Höhepunkt und 10th Anniversary
Als ihre einzige Single des Jahres, veröffentlichte sie am 25. Januar 2012 die Single Eien (永遠). Schließlich veröffentlichte sie am 21. März ihr erstes Coveralbum mit dem Titel Covers, womit sie ihre bisherigen Erfolge überstieg. Sie coverte populäre japanische Lieder in die englische Sprache und erreichte an große Aufmerksamkeit deswegen. Das Album erreichte #2 der Oricon-Charts und hielt sich 69 Wochen in den Charts. Bisher hat sich das Album fast 250.000-mal verkaufen können und wurde unter anderem bei den World Music Awards als bestes Konzeptalbum nominiert. Im November des Jahres veröffentlichte sie ihr zweites Coveralbum, mit dem Titel Covers 2, welches an gleichen Erfolg knüpfen konnte.
Die erste Single in dieser neuen Ära, Satsuki Ame (さつきあめ) wurde am 24. April 2013 veröffentlicht. Die Single war zwar erfolgreicher als ihre letzten Singles, erreichte aber nur #41 der Oricon-Charts und verkaufte sich nur fast 4.000-mal. Nach der nächsten Sommer-Single, im Juni, Our Sky, veröffentlichte Beni am 31. Juli 2013 ihr achtes Studioalbum Red. Mit einer Platzierung von #7, verkaufte es sich fast 20.000-mal. Es folgte ihr drittes Coveralbum mit dem Titel Covers 3 im Dezember des Jahres. Es konnte #2 der Oricon-Charts erreichen, brach allerdings im Gegensatz zu den anderen beiden Coveralben nicht die 100.000-Marke mit mehr als 60.000 verkauften Einheiten.
Im Jahr 2014 war es eher ruhig um Beni, sie veröffentlichte erst am 11. Juni ihre zweite Kompilation und erste Kompilation unter ihrem Künstlernamen Beni, mit dem Titel Best All Singles & Covers Hit Selection. Diese Veröffentlichung ist ihrem 10-jährigen Bühnenbestehen gewidmet (auch als 10th Anniversary vermarktet) und beinhaltet ihre Singles aus ihrer Beni-Ära, sowohl einige Lieder aus ihrer Covers-Serie. Als zwei neue Lieder zählten Mō Nido to... Rebirth (もう二度と・・・ Rebirth) und Your Song. Mō Nido to... Rebirth ist eine veränderte Version ihres originalen Liedes Mō Nido to... und Your Song ist ihren Fans gewidmet. Später veröffentlichte sie im Oktober die Download-Single Fun Fun Christmas.

### Seit 2015:Undressund neue Konzepte
Mit Pachinko ging sie im Frühling 2015 einen Vertrag ein, wobei sie ihr erstes Pachinko-Spiel namens CR Cat's Eye veröffentlichte und damit gleich drei neue Lieder Cat's Eye, Baby und Tattoo bewarb. Die Lieder fanden aber erst als Teil ihrer nächsten Single Forever (フォエバ) im August des Jahres ihre Veröffentlichung. Außerdem wurde das gleichnamige Lied der Single Forever bereits auf ihrer Konzert-Tournee 2014 besungen und trotzdem erreichte die Single nur #85 der Oricon-Charts. Schließlich folgte auch schon ein weiteres Studioalbum mit dem Titel Undress am 25. November des Jahres, das den Top-10-Einstieg mit #14 verpasste und sich insgesamt um die 10.000-mal verkaufen konnte.
Bezogen auf ihre Veröffentlichungen schien es immer stiller um Beni zu werden, bis sie für den 29. Juni 2016 ihr erstes Konzeptalbum mit dem Titel Shiki Uta Summer (四季うた Summer) ankündigte. In einer offiziellen Information wurde beschrieben, dass sie nach der Covers-Serie einen neuen Weg gehen mag und daher ein Konzeptalbum veröffentlichen werde. Wie man schon aus dem Titel ableiten kann, bezieht sich dieses Konzeptalbum auf das Thema Sommer und verfügt neben bereits veröffentlichten Liedern, eine Neuaufnahme zu Eien (永遠), die als Marriage Version vermarktet wird, und weitere neue Lieder.

## Diskografie
Studioalben

| Jahr | Titel          | Höchstplatzierung, Gesamtwochen, AuszeichnungChartsChartplatzierungen (Jahr, Titel, Platzierungen, Wochen, Auszeichnungen, Anmerkungen) | Anmerkungen                                                    |
| Jahr | Titel          | JP | Anmerkungen                                                    |
| ---- | -------------- | --- | -------------------------------------------------------------- |
| 2005 | Beni           | JP14 (6 Wo.)JP | Erstveröffentlichung: 9. Februar 2005 Verkäufe JP: + 24.827    |
| 2006 | Girl 2 Lady    | JP93 (2 Wo.)JP | Erstveröffentlichung: 22. Februar 2006 Verkäufe JP: + 3.597    |
| 2007 | Gem            | JP126 (1 Wo.)JP | Erstveröffentlichung: 25. April 2007 Verkäufe JP: + 1.568      |
| 2009 | Bitter & Sweet | JP5 Gold · (18 Wo.)JP | Erstveröffentlichung: 2. September 2009 Verkäufe JP: + 109.940 |
| 2010 | Lovebox        | JP1 (14 Wo.)JP | Erstveröffentlichung: 2. Juni 2010 Verkäufe JP: + 57.083       |
| 2010 | Jewel          | JP11 (10 Wo.)JP | Erstveröffentlichung: 8. Dezember 2010 Verkäufe JP: + 28.699   |
| 2011 | Fortune        | JP5 (8 Wo.)JP | Erstveröffentlichung: 2. November 2011 Verkäufe JP: + 24.204   |
| 2013 | Red            | JP7 (8 Wo.)JP | Erstveröffentlichung: 31. Juli 2013 Verkäufe JP: + 19.209      |
| 2015 | Undress        | JP14 (6 Wo.)JP | Erstveröffentlichung: 25. November 2015 Verkäufe JP: + 10.296  |
| 2018 | Cinematic      | JP36 (3 Wo.)JP | Erstveröffentlichung: 28. November 2018 Verkäufe JP: + 2.277   |
| 2020 | Y/our Song     | JP27 (2 Wo.)JP | Erstveröffentlichung: 16. September 2020                       |